# Sílvia Pérez Cruz
Sílvia Pérez Cruz (Palafrugell, 15 febbraio 1983) è una cantante spagnola, vincitrice del premio Goya come miglior canzone originale nel 2012 per il brano "No Te Puedo Encontrar" e nel 2017 per il brano "Ai, ai, ai" . 
Nel 2012, ha registrato il suo primo album da solista, 11 de Novembre, che è stato nominato per l'album dell'anno sia in Spagna che in Francia.
Partecipa come ospite di Tosca al Festival di Sanremo 2020 nella serata cover con una reinterpretazione del brano di Lucio Dalla Piazza Grande, aggiudicandosi il primo posto in classifica.

## Biografia
I genitori di Cruz erano entrambi cantanti che cantavano insieme. Sua madre Glòria Cruz i Torrellas le ha insegnato a suonare il sassofono e il pianoforte, nonché a ballare e scolpire. Suo padre Càstor Pérez Diz era un chitarrista autodidatta. Ha una figlia.
Ha frequentato il Catalonia College of Music di Barcellona, dove ha ricevuto una formazione classica studiando pianoforte e sassofono e conseguendo una laurea in jazz vocale. Mentre era al Catalonia College of Music, lei e altre tre donne hanno fondato un gruppo di flamenco chiamato Las Migas. Hanno combinato i loro diversi approcci musicali per creare un nuovo tipo di flamenco. Non passò molto tempo dopo che divenne famosa nella scena musicale spagnola.
Cruz ha detto a NPR che una canzone deve avere una storia. Crede che la sua visione delle canzoni come storie provenga da sua madre che era una cantante e narratrice. Anche sua madre, ha detto, vedeva le canzoni come storie.

## Discografia

### Album in studio
- 2013 – 11 de novembre
- 2014 – Granada
- 2016 – Domus
- 2017 – Vestida de nit
- 2020 – Farsa (género imposible)